# Jamaika-Rotfledermaus

Lage von Jamaika in der Karibik

Die Jamaika-Rotfledermaus (Lasiurus degelidus) ist ein auf Jamaika endemisches Fledertier in der Gattung der Haarschwanzfledermäuse. Sie ist der Südstaaten-Rotfledermaus (Lasiurus seminolus) sehr ähnlich und vermutlich nah mit dieser verwandt.

## Merkmale
Die Fledermaus ist mit einer Kopf-Rumpf-Länge von 53 bis 57 mm, einer Schwanzlänge von etwa 52 mm, mit 41 bis 47 mm langen Unterarmen und etwa 7 mm langen Hinterfüßen sowie um 13 mm langen Ohren ein kleiner bis mittelgroßer Gattungsvertreter. Allgemein sind Weibchen größer als Männchen. Die Haare der Oberseite sind intensiv rotbraun und graue Spitzen kommen nicht vor. Dagegen sind an den Schultern, wo die Flügel anschließen, weiße Flecken vorhanden. Auf der Unterseite können weißliche Haarspitzen vorhanden sein. Typisch sind kurze Ohren, kleine Augen und eine dicht behaarte Schwanzflughaut. Die Zahnformel der Jamaika-Rotfledermaus lautet I 1/3, C 1/1, P 2/2, M 3/3, was 32 Zähne im Gebiss ergibt. Dabei sind die Molaren groß. Der diploide Chromosomensatz wird aus 28 Chromosomen (2n=28) gebildet.

## Verbreitung und Lebensweise
Die Art lebt nur auf Jamaika in Gebieten bis 400 Meter Höhe. Exemplare wurden häufig über Grasflächen in Gebieten mit Kokosnussplantagen zur Untersuchung gefangen. Dazu wurden Japannetze aufgestellt. Die Fledermaus scheint die Nähe von Wasserläufen zu suchen.
Da keine Exemplare in Höhlen oder Felsspalten registriert wurden, scheint der Ruheplatz in Bäumen zu liegen. Die Jamaika-Rotfledermaus geht zwischen Abend- und Morgendämmerung auf Nahrungssuche. Sie fängt verschiedene Insekten im Flug und nutzt etwa 7 Millisekunden lange Rufe zur Echoortung. Dabei sinkt die Frequenz von durchschnittlich 52,5 auf etwa 34,5 kHz. Zum Sozialverhalten und zur Fortpflanzung gibt es keine Angaben.

## Gefährdung
Forstwirtschaft, Holzkohleproduktion, Umwandlung der Wälder in Ackerflächen und Orkane wirken sich negativ aus. Jamaika ist etwa 11.000 km² groß. Die IUCN listet die Art als gefährdet (vulnerable).